# KaBlam!
KaBlam! (stilizzato KaBLaM!) è una serie animata statunitense, creata da Robert Mittenthal, Will McRobb e Chris Viscardi nel 1996, per Nickelodeon. La serie è stata pensata come una vetrina composta interamente da cartoni animati con l'uso di forme alternative di animazione, che venivano utilizzate più comunemente nei film indipendenti e negli spot pubblicitari. Ogni episodio presenta quindi una raccolta di cortometraggi composti ognuno da uno stile di animazione innovativo e tutti con protagonisti i personaggi Henry e June. 
Anche se il blocco di programmazione SNICK ha trasmesso molti Nicktoons che non fanno parte del suo blocco, KaBlam! è stato l'unico Nicktoon creato appositamente per SNICK. KaBlam! ha ricevuto critiche e guadagni commerciali generalmente positivi ed è considerato di culto.

## Episodi
| Stagione         | Episodi | Prima TV USA |
| ---------------- | ------- | ------------ |
| Prima stagione   | 13      | 1996-1997    |
| Seconda stagione | 13      | 1997-1998    |
| Terza stagione   | 12      | 1998-1999    |
| Quarta stagione  | 10      | 1999-2000    |